# Cine Metro (San Salvador)
El Cine Metro es un edificio histórico ubicado en el centro de San Salvador, El Salvador. Inaugurado a mediados del siglo XX, funcionó durante décadas como una de las salas de cine más emblemáticas de la capital salvadoreña. Su arquitectura modernista, su ubicación estratégica, cerca del Teatro Nacional, en la esquina de la 4a Avenida Sur sobre la 6ª calle poniente y su importancia como espacio de encuentro cultural le otorgaron un lugar relevante en la vida urbana de la ciudad.

## Historia
El edificio fue construido durante la modernización de San Salvador en las décadas de 1940 y 1950, una época en la que florecieron las grandes salas de cine en el país. En los años 70, el Cine Metro pertenecía a una cadena de cines comerciales que ofrecían estrenos de películas nacionales e internacionales, en particular de Hollywood y México, reflejando el auge de la cultura cinematográfica en la región. El edificio del Cine Metro es un ejemplo del estilo modernista funcionalista que predominó en el urbanismo salvadoreño del siglo XX. Con una fachada sobria, líneas rectas y materiales sencillos, reflejaba las influencias arquitectónicas internacionales de la época.
Durante sus años de funcionamiento, el Cine Metro no solo proyectó películas, sino que también fue sede ocasional de actividades culturales y eventos sociales. Con el paso del tiempo, y al igual que muchos otros cines del centro histórico, fue cerrando operaciones debido al auge del entretenimiento digital, la inseguridad y el abandono progresivo del centro capitalino. Pasó de proyectar películas familiares a cine pornográfico en las últimas décadas antes de su cierre. En sus últimos años se convirtió en cine para adultos que en 2018 cerró sus puertas como espacio de proyección.

## Uso actual: La Nave Cine Metro
Desde 2019, el edificio del antiguo Cine Metro ha sido revitalizado por la Asociación Cultural Azoro, una agrupación teatral salvadoreña reconocida por su enfoque crítico y compromiso con el arte social. Bajo el nombre de Nave Cine Metro, el espacio ha sido transformado en un centro cultural y escénico independiente, que acoge obras de teatro, talleres, proyecciones de cine, residencias artísticas y actividades comunitarias.
La Nave Cine Metro forma parte de una iniciativa de recuperación de espacios patrimoniales con enfoque cultural y comunitario. El proyecto, liderado por la actriz y gestora cultural Egly Larreynaga, tiene como objetivo reactivar el centro de San Salvador como un polo de creación y encuentro ciudadano a través de las artes.
La recuperación del Cine Metro como espacio cultural ha sido celebrada por artistas, activistas y vecinos del centro histórico. Se considera un ejemplo de apropiación creativa del patrimonio arquitectónico, que busca resistir los procesos de abandono, gentrificación y borrado de memoria urbana.